# Замосць (Ласький повіт)
Замосць (пол. Zamość) — село в Польщі, у гміні Сендзейовиці Ласького повіту Лодзинського воєводства.
У 1975—1998 роках село належало до Серадзького воєводства.